# Peterson (Minnesota)
Peterson és una població dels Estats Units a l'estat de Minnesota. Segons el cens del 2000 tenia 269 habitants.

## Demografia
Segons el cens del 2000, Peterson tenia 269 habitants, 98 habitatges, i 65 famílies. La densitat de població era de 216,4 habitants per km².
Dels 98 habitatges en un 21,4% hi vivien nens de menys de 18 anys, en un 57,1% hi vivien parelles casades, en un 7,1% dones solteres, i en un 32,7% no eren unitats familiars. En el 29,6% dels habitatges hi vivien persones soles el 14,3% de les quals corresponia a persones de 65 anys o més que vivien soles. El nombre mitjà de persones vivint en cada habitatge era de 2,33 i el nombre mitjà de persones que vivien en cada família era de 2,83.
Per edats la població es repartia de la següent manera: un 19% tenia menys de 18 anys, un 6,3% entre 18 i 24, un 19,7% entre 25 i 44, un 23,4% de 45 a 60 i un 31,6% 65 anys o més.
L'edat mediana era de 48 anys. Per cada 100 dones de 18 o més anys hi havia 100 homes.
La renda mediana per habitatge era de 35.781 $ i la renda mediana per família de 43.333 $. Els homes tenien una renda mediana de 29.167 $ mentre que les dones 22.708 $. La renda per capita de la població era de 14.728 $. Entorn del 12,1% de les famílies i el 12,4% de la població estaven per davall del llindar de pobresa.

## Poblacions més properes
El següent diagrama mostra les poblacions més properes.